# Bristol Bullpup
Lo Bristol 107 Bullpup  fu un aereo da caccia monoposto, monomotore, sviluppato dall'azienda britannica Bristol Aeroplane Company nella seconda metà degli anni venti del XX secolo e rimasto alla stadio di prototipo.

## Storia del progetto
Il progetto del 107 Bullpup fu il risultato di una serie di studi progettuali per un caccia intrapresi da Frank Barnwell negli anni venti del XX secolo. Nel 1924 Barnwell aveva iniziato a lavorare su un caccia motorizzato con il propulsore Rolls-Royce Falcon X per soddisfare i requisiti della specifica F.17/24. Questo progetto fu accantonato poiché la Bristol preferiva utilizzare sui propri progetti i motori di sua realizzazione, ma fu ripreso nel 1926 quando Barnwell iniziò a lavorare su un progetto, denominato Bristol 102, per soddisfare la specifica F.9/26 per un caccia diurno e notturno  (Type 102) o la specifica N.21/26 per un caccia imbarcato su portaerei (Type 102A). Una proposta successiva, denominata Tipo 105, prevedeva un altro velivolo conforme alla specifica F.9/26, motorizzato con il motore Bristol Mercury allora in fase di sviluppo alla divisione motori della Bristol Aeroplane Company. Queste proposte furono sufficienti per la costruzione di un paio di modelli da sottoporre all'ispezione dell'Air Ministry nel febbraio del 1927. I due velivoli erano simili nel disegno, con l'intercettore conforme alle specifiche F.17/24 leggermente più piccolo e leggero e non dotato di radio ricetrasmittente. Di conseguenza, alla Bristol fu chiesto di rivedere il progetto in modo che soddisfacesse una specifica successiva,  la F.20/27, per un caccia intercettore.
Nel novembre 1927 l'Air Ministry emise la specifica F.20/27 relativa ad un caccia intercettore monoposto. A tale requisito risposero le ditte Armstrong Whitworth Aircraft, con lo Starling Mk.II, la Bristol Aeroplane Company con il Bullpup, la de Havilland Aircraft Company con il  DH.77, la Fairey Aviation Company con il Fairey Firefly II, la S. E. Saunders con lo A.10, la Vickers con il Jockey, la Westland Aircraft con l'Interceptor e la Hawker Aircraft con lo F.20/27. Per ognuno di questi modelli fu ordinata la costruzione di un prototipo.

## Descrizione tecnica
Lo 107 Bullpup era un biplano monomotore, monoposto di costruzione metallica. La struttura era interamente metallica con rivestimento in tela, utilizzando elementi costituiti da strisce di acciaio ad alta resistenza laminate e rivettate insieme. Biplano con le ali a configurazione sesquiplana.  Le ali erano collegate tra di loro da due coppie di montanti interalari a N, una per ogni semiala, e l'ala superiore alla fusoliera da due coppie di montanti anch'essi a N. 
La fusoliera ospitava la cabina di pilotaggio aperta appena dietro l'ala superiore, che aveva un piccolo ritaglio arrotondato per migliorare la visibilità. Il carrello di atterraggio, triciclo, posteriore, fisso, vedeva l'asse principale collegato alla fusoliera e all'ala inferiore tramite due coppie di montanti leggermente inclinati verso la coda. Era installato un pattino di coda.
La propulsione era affidata a un motore radiale Bristol Mercury IIA a 9 cilindri raffreddati ad aria, che erogava la potenza di 480 CV (383 kW) ed azionante un'elica bipala.  Il propulsore era dotato di una parziale cappottatura che lasciava esposti i cilindri per il raffreddamento. La salita a 15.000 piedi avveniva in 10 minuti e 50 secondi.
L'armamento era composto da due mitragliatrici Vickers calibro 7,7 mm installate nella parte parte anteriore della fusoliera e sparanti attraverso il disco dell'elica tramite un sistema si sincronizzazione.

## Impiego operativo
Il prototipo No. 7178 (J9051) andò in volò per la prima volta il 28 aprile 1928, alimentato da un motore Bristol Jupiter poiché un previsto Mercury non era ancora disponibile, e l'aereo non fu consegnato a Martlesham Heath per la valutazione fino al marzo 1929. Il prototipo Bullpup fu successivamente dotato di un motore Jupiter VIIF da 440 hp. Le prove con questo motore furono effettuate a Martlesham nel 1929, e poi presentato al RAF Dispelay di Hendon nel 1930.
Alla fine non furono assegnati contratti di produzione e la specifica F.20/27 fu ritirata, ma il concorrente con motore radiale dell'Hawker portò direttamente alla realizzazione del Fury, alimentato da un motore raffreddato a liquido, che ottenne l'ordine di produzione. Nel 1934 il prototipo del Bullpup fu utilizzato come aereo di prova per il motore Bristol Aquila I da 500 hp con valvole a fodero per 200 ore di volo. Con il propulsore Aquila, un carrello d'atterraggio Dowty con ruote a "ciambella" a bassa pressione, il Bullpup fece un'ottima impressione quando volò con C. A. Washer allo S.B.A.C. Show del 1935, dopodiché fu demolito al completamento del programma di test dell'Aquila. Il Bullpup fu praticamente modificato durante i suoi sette anni di vita, a parte le varie modifiche al motore e a un aumento della superficie del timone subito dopo il suo primo volo.